# W' Z' 보손
W'과 Z'보손(그냥 W'보손이라고도 함)은 빅뱅 직후 초힘이 중력과 강한 핵력, 전자약력으로 분리된 상태에서 전자약력을 매개해주던 입자이다.
표준 모델 W와 Z보손과 유사하게 명명되었다.

## 같이 보기
- X와 Y 보손